# Stelle principali della costellazione del Reticolo
Segue un prospetto delle stelle principali della costellazione del Reticolo, elencate per magnitudine decrescente.